# Anna Marchesini
Anna Rita Marchesini, generalmente conocida como Anna Marchesini (Orvieto, 19 de noviembre de 1953 – Orvieto, 30 de julio de 2016), fue una actriz de teatro, cómica, dobladora, escritora e imitadora italiana.
Formó parte del célebre "Trio", junto con Massimo Lopez y Tullio Solenghi, que trabajó con continuidad desde 1982 hasta 1994 y se reunió excepcionalmente por última vez en 2008, durante tres veladas televisivas, para celebrar los 25 años de la fundación. Después de la disolución del TrIo, la actriz continuó su actividad junto con Solenghi en el bienio 1994-1995. Luego prosiguió sola su carrera de actriz de teatro.

## Biografía

### Sus inicios
Anna Marchesini nació en Orvieto el 19 de noviembre de 1953, incluso si en su documento de identidad la fecha de nacimiento era el "18 de noviembre", consecuencia de un error sobre el que a la actriz le gustaba bromear. Estudió en el instituto clásico de Orvieto y con 18 años se matriculó en la facultad de psicología de la Universidad de Roma, consiguiendo así la licenciatura en 1975. En 1976 empezó la Academia Nacional de Arte Dramática Silvio D'Amico y se graduó en 1979 como actriz de prosa.
Todavía siendo alumna en la academia, en el verano de 1976 hizo su debut en el espectáculo El burgués gentiluomo de Molière, dirigido por Tino Buazzelli. Cada verano, desde 1979 hasta 1981, ejecutó una pièce estiva DE VERANO bajo la dirección de Lorenzo Salveti, su maestro; actuó en espectáculos como Las asambleístas y Las aves de Aristofane. En 1979, tras la graduación, se unió a la compañía teatral en el Piccolo Teatro di Milano y actuó en Platonov de Anton Čechov, bajo la dirección de Virginio Puecher.
En 1980, bajo la dirección de Mario Scaccia y Nino Mangano, actuó en Il Trilussa Bazar de Ghigo De Clara, en 1981 en Barbero de Sevilla bajo la dirección de Mario Maranzana y en 1982, bajo la dirección de Tonino Pulgas, en El fantasma de la ópera. En ese mismo año, conoció y trabajó por primera vez con Tullio Solenghi, en un programa suizo para italianos.
Ya hace tiempo la actriz se había comprometido a una intensa actividad de doblaje que en su carrera utilizará en varias ocasiones. Fue dobladora de Judy Garland en la segunda edición restaurada de El mago de Oz de 1980 y de numerosos roles en dibujos animados transmitidos en los primeros años 1980. Es famosa por los dibujos animados como El espejo mágico y Time Bokan- La máquina del tiempo. En el ambiente del doblaje en 1982 conoció y trabajó por primera vez con Massimo Lopez, que doblaron a los protagonistas del dibujo animado Supercar Gattiger.

### "Il Trio"
En 1982 Il Trio, formado por Anna Marchesini, Massimo Lopez y Tullio Solenghi, hizo su debut en Radio 2 con el programa radiofónico Helzapoppin (del célebre musical 1938 Hellzapoppin' y de la homónima película de 1941 de Henry C. Potter). Los tres fueron contratados por la Rai de Génova para un programa radiofónico de 13 episodios, transmitido el sábado por la mañana. Al final, gracias al éxito, se transmitieron 52 episodios.
En 1985, tras enviar una cinta de vídeo a Enzo Taladros, el Trío fue elegido para 8 episodios televisivos en la variedad Tastomatto, al lado del presentador Pippo Franco. Aquí se inventaron muchos de los sketch que los hicieron famosos, en primer lugar las interpretaciones de telediarios y comerciales. En 1985 Anna Marchesini actuó en su única película: A me mi piace, dirigido por Enrico Montesano.
Con los 40 episodios de Domenica in en 1985/1986, el Trío fue premiado como Revelación del año. En 1986 los tres empezaron a actuar en Fantastico 7. Con este programa, se les conoce a nivel mundial, a consecuencia de a una escena considerada ofensiva hacia la madre de Ruhollah Khomeyni. Esto episodio escandaloso les pondrá en la revista estadounidense Variety y les hará acutar en algunos espectáculos al extranjero, en Lincoln Center de Nueva York y en Buenos Aires.